# British Aircraft Company
 (avril 2016).
Si vous disposez d'ouvrages ou d'articles de référence ou si vous connaissez des sites web de qualité traitant du thème abordé ici, merci de compléter l'article en donnant les références utiles à sa vérifiabilité et en les liant à la section « Notes et références ».
The British Aircraft Company est un constructeur aéronautique britannique disparu.
British Aircraft Co fut créée en 1928 pour produire des planeurs dessinés par C.H. Lowe Wylde. En 1932 un biplace en tandem  BAC VII fut équipé d’un moteur de moto Douglas de 600 cm3 et rebaptisé Planette. Le 13 mai 1933 C.H. Lowe Wylde se tua alors qu’il effectuait une démonstration à bord du prototype. BAC fut racheté par le pilote vélivole autrichien Robert Kronfeld et devint Kronfeld Ltd en 1936. Le Planette fut alors rebaptisé Kronfeld Drone. 